# Touno Mamare
Touno Mamare (橙乃 ままれ Tōno Mamare), tên thật Umezu Daisuke (梅津　大輔 Umezu Daisuke) là một tác giả tiểu thuyết và truyện tranh Nhật Bản. Ông là tác giả của các bộ tiểu thuyết Log Horizon và Maoyuu Maou Yuusha, cả hai bộ đều được chuyển thể thành anime. Ông cũng là tác giả của bộ truyện tranh After After School (放 課後 の ト ッ Hōkago no Trattoria).
Năm 2015, Mamare bị buộc tội trốn thuế vì đã vi phạm Luật thuế doanh nghiệp. Các báo cáo nêu ra Mamare "bị cáo buộc đã không kê khai 120 triệu yên (khoảng 25 tỷ VNĐ) thu nhập từ tiền bản quyền các phiên bản in của tiểu thuyết MAOYU và Log Horizon vào báo cáo thuế thu nhập của mình trong ba năm liên tiếp. Theo văn phòng công tố, Touno nợ chính phủ Nhật Bản 30 triệu yên (khoảng 6,5 tỷ VNĐ) tiền thuế." Một thời gian sau, tác giả đã xin lỗi người hâm mộ của mình và tuyên bố trên trang web chính thức của mình rằng ông đã nộp và hoàn trả tiền thuế, kết thúc cuộc điều tra.